# Chirurgia del muscolo oculare

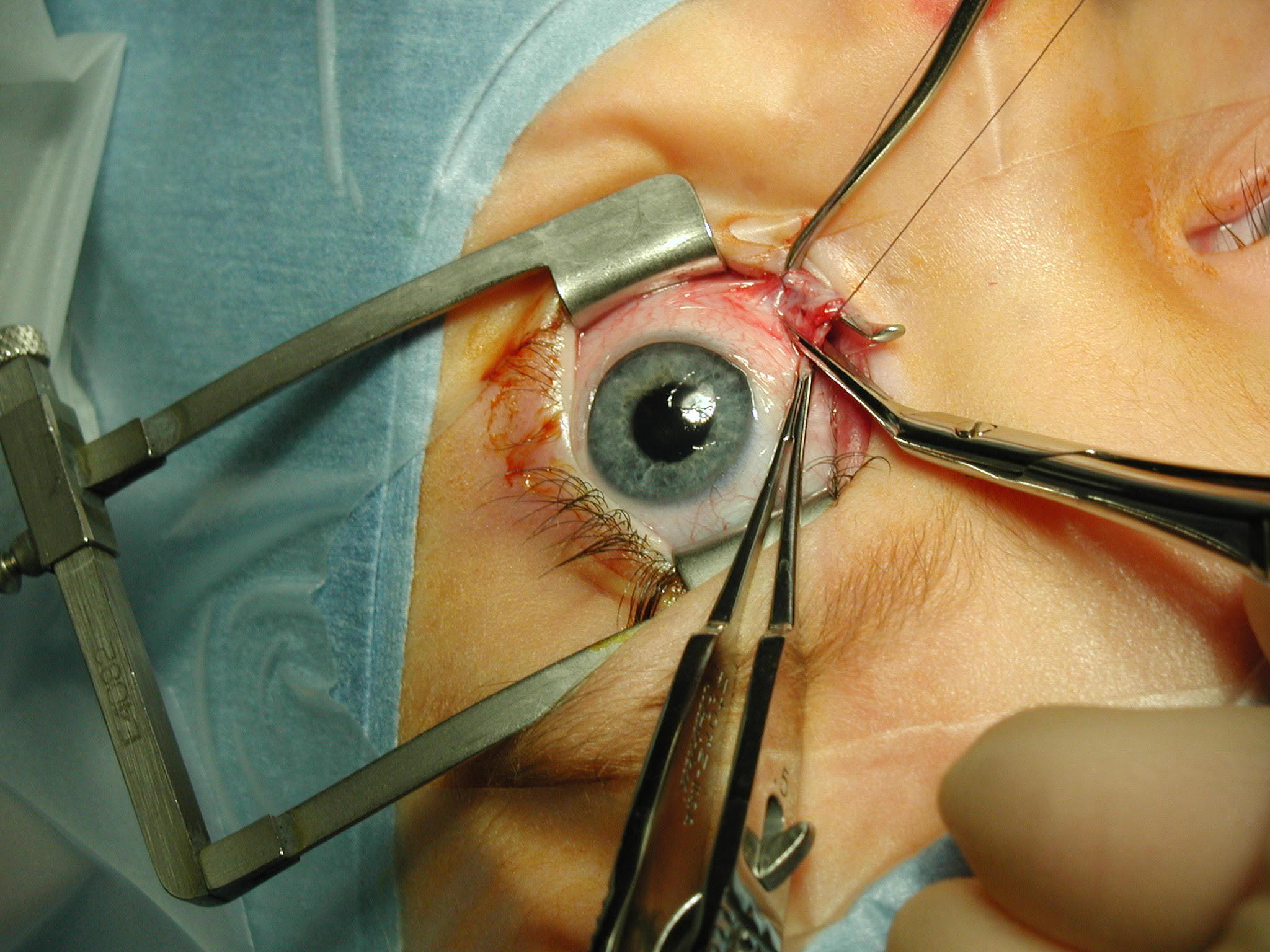
Disinserzione del tendine del muscolo retto mediale sinistro

Le operazioni sui muscoli oculari sono interventi chirurgici sui muscoli esterni dell'occhio che agiscono sulla meccanica, la mobilità e la posizione degli occhi l'uno rispetto all'altro. Sono quindi utilizzate per correggere lo strabismo latente e manifesto, il tremore oculare (nistagmo) e il torcicollo oculare. Il trattamento chirurgico dello strabismo, noto anche sotto il nome di chirurgia dello strabismo, può rendersi necessario a qualsiasi età e viene preso in considerazione qualora il grado di deviazione oculare o di tremore non consenta lo sviluppo, la conservazione o il ripristino di una visione binoculare o renda impossibile la fissazione centrale. Inoltre, anche le considerazioni estetiche, e quindi psicosociali, svolgono un ruolo importante, soprattutto in età adulta. Gli interventi sui muscoli oculari sono di solito eseguiti in anestesia generale, ma talvolta anche in ambulatorio con anestesia locale.

## Principi e metodi
Lo strabismo è espressione di un equilibrio patologico dei momenti torcenti che agiscono sul bulbo oculare. Generalmente l’obiettivo primario degli interventi chirurgici, che possono essere eseguiti su uno o entrambi gli occhi a seconda del quadro clinico, è il raggiungimento di un equilibrio normale in un’ottica di miglioramento funzionale e, solo in un secondo momento, di tipo estetico. Diversi metodi e tecniche possono influenzare il meccanismo d’azione di uno o più muscoli oculari, anche se non tutte le tecniche sono ugualmente applicabili a tutti i muscoli.
Nella chirurgia del muscolo oculare, il bulbo oculare non viene né inciso né rimosso dall'orbita. Tuttavia, di norma, si tratta sempre di interventi chirurgici su occhi sani che richiedono un livello di sicurezza elevato e un basso rischio.

### Alterazione della forza muscolare
La forza muscolare totale è la somma della forza di contrazione più la tensione elastica. Dal momento che, con mezzi adeguati, è possibile modificare la forza contrattile di un muscolo solo in misura limitata, l’obiettivo è quello di modificare le forze elastiche. Più un muscolo è teso, maggiore sarà la forza elastica che svilupperà.

#### Recessione
Quando un muscolo oculare viene fatto recedere, viene separato dal suo punto di ancoraggio originale (inserzione) sull’occhio e risuturato al bulbo in una posizione precedentemente definita e più arretrata rispetto alla direzione della trazione muscolare. Questo provoca una riduzione del suo prestiramento in modo che l'occhio venga ruotato in un nuovo equilibrio grazie alla forza dell'antagonista. L’entità di questa rotazione dipende dalla tensione del muscolo prima e dopo un’operazione. Se la tensione prima di un’operazione è particolarmente elevata, ad esempio a causa di una contrattura, anche il cambiamento della posizione degli occhi dopo un’operazione sarà parimenti consistente. In particolare, la forza dell’antagonista, come pure la tensione del tessuto orbitale passivo influiscono sull’effetto chirurgico. Il risultato è un cambiamento della posizione degli occhi con un nuovo equilibrio, una minore tensione muscolare e un minore arco di contatto (vedere: muscoli oculari).

#### Allungamento tendineo (estensione)
L'allungamento del tendine serve a diminuire la tensione muscolare senza tuttavia ridurre l’arco di contatto. Esistono diverse tecniche di allungamento dei tendini, ma la loro efficacia è analoga. Un metodo semplice è il cosiddetto intervento delle anse, in cui il muscolo è staccato dall’inserzione sclerale e suturato mediante fili che, con una lunghezza definita sulla base muscolare originale, vengono fissati alla sclera in modo che il muscolo rimanga appeso liberamente ai fili di sutura. Ulteriori tecniche di allungamento del tendine sono la cosiddetta incisione marginale e l'operazione delle linguette.

#### Accorciamenti (resezione, duplicatura, avanzamento)
Esistono diversi metodi di accorciamento muscolare. In caso di resezione, il muscolo viene tagliato nel suo punto di origine nell’occhio, accuratamente accorciato di una lunghezza precedentemente ben determinata e suturato di nuovo alla base originale. Nella duplicatura, il tendine del muscolo viene contratto con varie tecniche (duplicatura libera o strumentale) mediante fili di fissaggio in modo tale da formare una piega sopra le suture, accorciando quindi il muscolo. In un avanzamento, il muscolo non viene accorciato in senso reale, bensì staccato dalla base originale e fissato di nuovo più avanti nella direzione del limbo e in direzione opposta rispetto alla trazione muscolare.
Tutti questi metodi seguono il medesimo principio di aumentare il prestiramento di un muscolo oculare e quindi di far assumere all’occhio una nuova posizione aumentando la sua tensione elastica. Come nel caso della recessione, l’effetto ottenuto dipende dalla forza esercitata dal muscolo prima e dopo un intervento chirurgico, nonché da quella esercitata dall’antagonista e dal tessuto passivo nell’orbita. Il risultato è un cambiamento della posizione degli occhi con un nuovo equilibrio a una maggiore tensione muscolare e, con l'eccezione dell’avanzamento, dello stesso arco di contatto.

#### Sezionamenti
Altri metodi che influiscono sulla forza muscolare sono noti come separazione completa o parziale dei tendini o dei muscoli  (tenectomia e tenotomia oppure miectomia e miotomia). Tali metodi non sono più eseguiti per la separazione completa dei muscoli oculari retti e sono considerati un errore sanitario.

### Modifica della capacità di escursione
La capacità di escursione di un occhio dipende dalla contrattilità ed estensibilità dei muscoli oculari e dalla flessibilità dell’apparato legamentoso. Per ridurre la capacità di escursione, è necessario diminuire l’estensibilità muscolare e l’intervallo di contrazione. Per raggiungere questo obiettivo, si procede in due modi.

#### Finestra (fenestrazione)
Nella fenestrazione, viene pratica una "finestra" nelle fibre muscolari lunga circa 10 mm su oltre metà della larghezza del muscolo utilizzando un elettrobisturi. In tal modo viene creata una finestra nel muscolo che viene poi chiusa dal tessuto connettivo.

#### Falsa miopessia
Con un intervallo di inserzione di 16 mm, circa un terzo della larghezza del muscolo viene fatto passare intorno al bordo del muscolo stesso e la zona esterna viene trattata con un elettrobisturi, come se fosse una griglia.

### Modifica dell'arco di contatto
La modifica dell’arco di contatto ha lo scopo di accorciare il braccio di leva efficace formando un nuovo ancoraggio muscolare artificiale e di ridurre, quindi, il momento torcente di attacco con ugual forza muscolare.

#### Miopessia retroequatoriale (di Cüppers)
Nella chirurgia di sutura, detta anche miopessia retroequatoriale, il muscolo dietro al suo punto tangenziale effettivo sul bulbo oculare, cioè al di fuori del suo arco di contatto, viene fissato alla sclera con alcuni fili speciali in modo da formare un nuovo punto di origine. Di conseguenza, la potenza muscolare che fa ruotare il bulbo diventa via via minore nella direzione di trazione del muscolo operato. Questo effetto è progressivo. Una tecnica speciale (suture regolabili) consente nel postoperatorio di regolare i fili posati per ottimizzare ulteriormente il risultato. La chirurgia di sutura è spesso un mezzo collaudato per ridurre in modo significativo un angolo di visione ravvicinato convergente molto ampio senza che questo abbia un effetto significativo sull’angolo di visione remoto. In base a ciò, viene utilizzato con un grande angolo di visione vicino e un angolo di visione remoto notevolmente più piccolo (eccesso di convergenza). Un'altra indicazione è rappresentata dagli angoli di oscillazione dello strabismo legati al nistagmo.
Lo sviluppo e l’introduzione della chirurgia di sutura sono da attribuirsi allo strabologo tedesco Curt Cüppers.

### Modifica della posizione del bulbo
Quando si modifica la posizione del bulbo, l’obiettivo è di stabilire un allineamento parallelo degli occhi bilanciando i momenti torcenti di un muscolo e del suo antagonista, ove in precedenza veniva mantenuta una posizione di strabismo.

#### Intervento combinato
L’intervento combinato consiste nella recessione di un muscolo e nella simultanea resezione del suo antagonista omolaterale. In parole povere, i muscoli da operare vengono separati dal bulbo oculare nella posizione di strabismo, il bulbo viene ruotato per essere riallineato e i muscoli sono risuturati alla sclera. Idealmente, in questa situazione si conservano le stesse condizioni di tensione esistenti prima dell’operazione e i momenti torcenti di attacco non mantengono più una posizione di strabismo in equilibrio stabile, bensì una posizione parallela.

### Modifica della direzione della trazione muscolare
È possibile ottenere mutamenti di direzione della trazione muscolare spostando l’ancoraggio muscolare trasversalmente rispetto alla direzione di trazione originale. Questo sposta anche il piano muscolare e rafforza o indebolisce alcune funzioni secondarie di un muscolo. A tale scopo sono disponibili diversi metodi, in particolare per lo strabismo paralitico, come ad esempio lo spostamento dell’attacco con e senza divisione dei tendini o le cosiddette trasposizioni, in cui alcune parti di un muscolo vengono spostate in modo tale da poter esercitare, almeno in misura limitata, le funzioni che altri muscoli non sono in grado di svolgere. Ne sono un esempio la cosiddetta operazione di Hummelsheim e le nuove procedure chirurgiche di trasposizione dell’oculista tedesco Herbert Kaufmann.

### Procedura in caso di nistagmo e torcicollo oculare
I metodi chirurgici in caso di nistagmo sono, da un lato l'operazione di Kestenbaum (nota anche come spostamento parallelo), un intervento combinato eseguito su entrambi i lati e mirato a ridurre una posizione anomala della testa e spostare la zona neutra in posizione primaria e, dall'altro, la cosiddetta operazione di "divergenza artificiale", un intervento combinato eseguito su un unico lato, che può essere indicato se viene utilizzato un movimento di convergenza per calmare il nistagmo ed è presente una visione binoculare. Qualora oltre al nistagmo sia presente anche uno strabismo, può essere preso in considerazione anche l'intervento di miopessia retroequatoriale di Cüppers.
In caso di torcicollo causato da una paralisi congenita o acquisita del muscolo oculare (es. Sindrome di Duane), l’intervento da effettuarsi sarà stabilito in base al quadro clinico. Anche in questo caso l’obiettivo primario sarà quello di ridurre la posizione anomala e aumentare il campo della visione binoculare singola e/o spostarlo nella direzione della posizione primaria.

### Principio di compensazione della paresi (Parese gegen Parese)
In caso di strabismo da paralisi, può essere preso in considerazione un intervento sull'occhio non affetto secondo il cosiddetto "principio di compensazione della paresi", indebolendo il sinergista controlaterale "sano" (ad es. mediante una recessione o, soprattutto, una miopessia retroequatoriale). Il principio d'azione è quello di trasporre la paresi del muscolo oculare in una paralisi artificiale dell'occhio con una riduzione dell'angolo secondario, ottenendo quindi un corrispondente aumento dell'innervazione del muscolo paralizzato in caso di fissazione dell'occhio non paretico, che si traduce in una variazione dell'angolo primario.

### Chirurgia muscolare individuale rispetto agli interventi combinati
La recessione o resezione unilaterale di un muscolo senza intervento chirurgico simultaneo del rispettivo antagonista offre il vantaggio di una minore sollecitazione dell’occhio operato e di un intervento più semplice e veloce. Tuttavia, l’efficacia della chirurgia muscolare individuale è limitata. Gli interventi combinati hanno il vantaggio che, per ottenere il risultato desiderato, è necessario operare su sezioni muscolari più piccole e quindi sono possibili riduzioni significativamente maggiori dell’angolo di strabismo durante l’intervento chirurgico su un occhio. Inoltre, tali interventi possono essere dosati in modo più preciso e modificano in misura minore le condizioni di tensione dei muscoli. Analogamente, non provocano modifiche della fessura palpebrale dovuti alla retrazione o alla protrusione del bulbo oculare, come nel caso degli interventi chirurgici su singoli muscoli. In sintesi, la chirurgia muscolare individuale è quindi utile per angoli di strabismo inferiori a 8°. Per angoli maggiori, sono preferibili i metodi combinati.

### Chirurgia mininvasiva dello strabismo (MISS)
La chirurgia mininvasiva dello strabismo (MISS) non è una nuova tecnica per correggere le deviazioni dello strabismo e per l’effettivo trattamento chirurgico dello stesso, bensì rappresenta un nuovo metodo per rendere accessibile il sito chirurgico. Fino a ora, l’accesso avveniva di solito attraverso una speciale incisione congiuntivale e la libera preparazione dei muscoli. Come alternativa più delicata all'incisione del limbo è stata sviluppata una procedura con un’incisione più piccola, che è da attribuire principalmente al chirurgo oculistico svizzero Daniel Mojon. Contrariamente alla tecnica tradizionale di Harms o di incisione della fornice congiuntivale di Parks, la congiuntiva viene aperta solamente con incisioni molto piccole, dell’ordine di pochi millimetri.

## Relazione dose/risposta
La relazione dose/risposta non dice necessariamente qualcosa sul risultato positivo di un intervento chirurgico per strabismo. Oltre a ridurre lo strabismo, questo può naturalmente portare anche al miglioramento o alla stabilizzazione di una visione binoculare di qualità apprezzabile. Per questo motivo qui si fa riferimento solo all’effetto meccanico di alcune operazioni chirurgiche per strabismo.
In linea di principio, il rapporto tra la sezione muscolare operata e la riduzione dell’angolo di strabismo dipende da tutta una serie di fattori (tecnica, tipo di paziente, tipo di strabismo, ecc.). Tuttavia, le valutazioni statistiche che sono state fatte nel corso degli anni possono trovare delle corrispondenze in relazione a determinate procedure e dosaggi.

### Strabismo non paralitico
Gli interventi combinati sui muscoli motori orizzontali influenzano l'angolo di strabismo remoto e l'angolo di strabismo vicino se la distanza chirurgica totale viene divisa tra entrambi i muscoli con un rapporto di 1:1. A seconda della tecnica utilizzata, l’effetto della riduzione dell’angolo di strabismo è di circa 1,5° - 2,0°/mm di distanza chirurgica totale. Ciò significa anche che angoli di strabismo superiori a 22-25° con una distanza chirurgica complessiva massima generalmente significativa di 12–14 mm per occhio possono essere risolti in modo soddisfacente solo operando su entrambi gli occhi. A causa di una distribuzione asimmetrica della distanza chirurgica totale, è possibile tener conto delle differenze tra gli angoli vicini e lontani o gli angoli dipendenti dalla direzione di visione.
Le recessioni isolate mostrano un effetto significativamente inferiore di soli 0,7° - 0,9°/mm di distanza chirurgica.
Le resezioni hanno un effetto leggermente maggiore, ma non superano un rapporto di 1,0°/mm.
L’effetto chirurgico sui muscoli motori retti verticali corrisponde approssimativamente ai valori sopra indicati per le recessioni e gli interventi combinati. Effetti corrispondenti possono essere determinati anche per i muscoli motori obliqui verticali, il cui effetto, tuttavia, è distribuito tra le singole funzioni secondarie dei muscoli secondo le direzioni di sguardo esaminate.

### Strabismo paralitico
Se le proprietà materiali dei muscoli operati sono simili ai muscoli normali, la riduzione chirurgica degli angoli di strabismo nelle paresi dei muscoli oculari corrisponde approssimativamente ai valori dello strabismo non paralitico. Tuttavia, un’indicazione di valori medi non ha molto senso, poiché le grandi differenze individuali (paresi parziali, paralisi, paralisi combinate, ecc.) non consentono di formulare una relazione dose/risposta.

## Rischi e particolarità

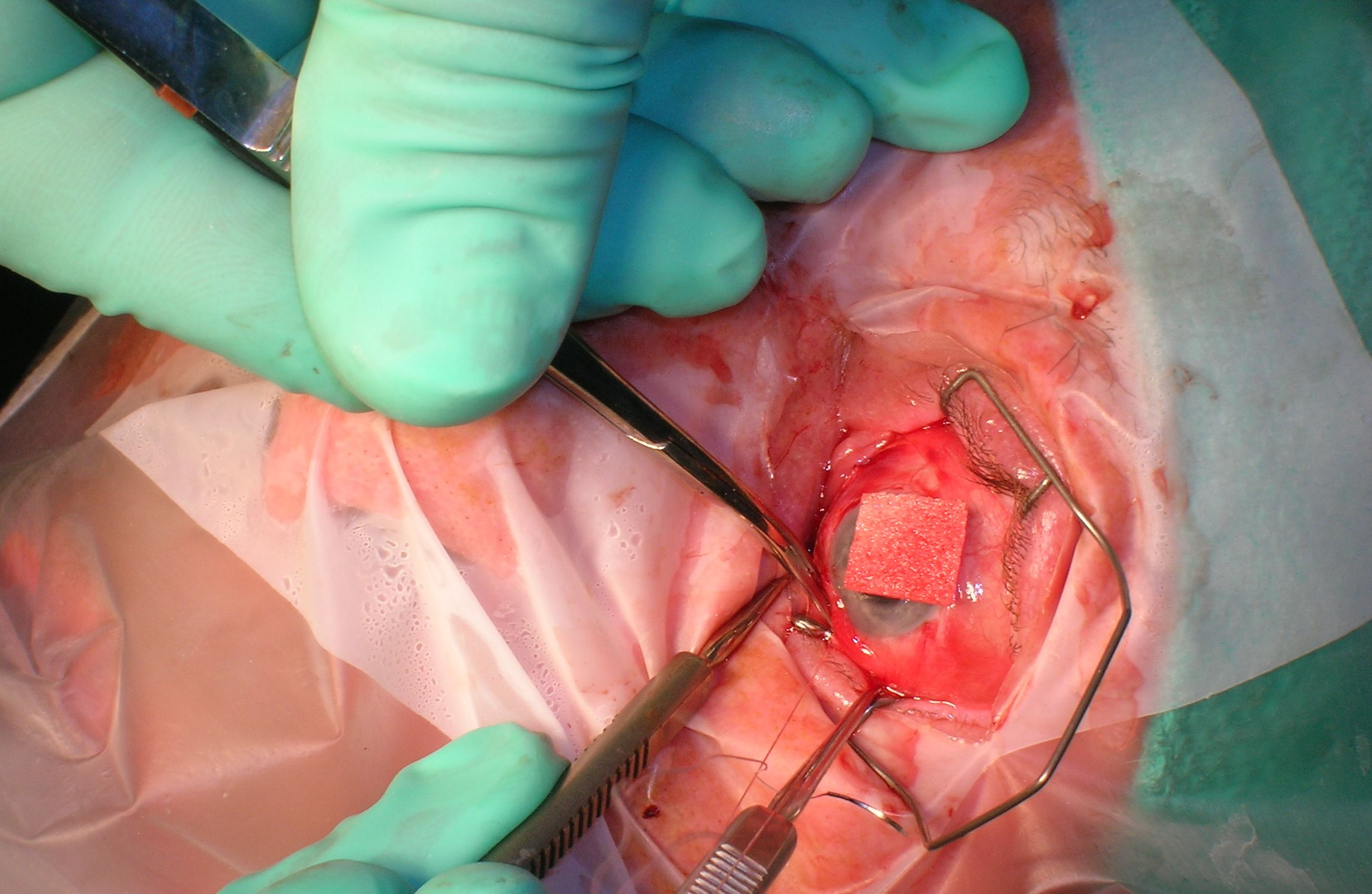
Preparazione del muscolo retto inferiore dell'occhio sinistro.

Durante l'intervento sui muscoli oculari obliqui, è necessario tenere in grande considerazione il fatto che le vene vorticose superiori e inferiori si trovano nelle immediate vicinanze della rispettiva inserzione muscolare, il che può facilmente causare un aumento del sanguinamento durante l’intervento. Anche il numero di muscoli da operare contemporaneamente deve essere limitato per evitare disturbi trofici. La separazione di diversi muscoli oculari (in particolare i muscoli retti orizzontali e verticali) di un occhio dalle rispettive inserzioni durante un’operazione potrebbe altrimenti portare a un’ischemia del segmento anteriore dell’occhio.
Dopo interventi sui muscoli oculari, può verificarsi il cosiddetto "granuloma della sutura", che si forma nel punto in cui il muscolo operato è fissato al bulbo oculare. In rari casi il ripiegamento del muscolo obliquo superiore può portare a una compromissione passiva del tendine muscolare nella regione della troclea, che viene chiamata Sindrome di Brown post-operatoria.
Tuttavia, la probabilità di danni permanenti all’occhio in seguito a chirurgia dei muscoli oculari è molto bassa. Il rischio di una grave infezione o addirittura di perdita di un occhio è di 1:50.000, tuttavia non si può mai escludere completamente un rischio residuo. Questo vale anche per l'anestesia.
Pur se il rischio di visione doppia postoperatoria è minimo, con adeguate misure preoperatorie, simulando l’effetto dell’intervento con un prisma o un test di trazione, questo rischio potrebbe essere escluso o almeno ridotto al minimo. Tuttavia, tale rischio non è completamente evitabile. Ulteriori rischi possono comprendere la riduzione del campo visivo binoculare e, in rari casi, il peggioramento dell’acuità visiva.
In alcuni casi può rivelarsi utile puntare a un sovra-effetto chirurgico mediante un sovradosaggio mirato. Generalmente, questo modo di procedere si basa su considerazioni mediche, ad esempio per evitare il rischio di diplopia nel post-operatorio o perché si prevede che l’effetto chirurgico possa diminuire col tempo. In casi molto rari, tuttavia, può verificarsi un sovradosaggio involontario, che può essere corretto mediante un'operazione di revisione. Per contro, è possibile che, nonostante un dosaggio adeguato, la prevista riduzione dell’angolo di strabismo non si verifichi e l’effetto chirurgico non corrisponda al risultato desiderato. In entrambi i casi, questa imprecisione chirurgica è sempre espressione del carattere individuale del paziente e quindi non è prevedibile.
In rari casi può svilupparsi un astigmatismo oppure un astigmatismo esistente può essere modificato dalle mutate forze che agiscono sull'occhio.
A seconda del quadro clinico e del pretrattamento, può essere necessario (anche) eseguire un’operazione sull’occhio non strabico.
La chirurgia muscolare non sostituisce altre misure di trattamento, come l'uso di occhiali o il trattamento di occlusione.

### Momento ottimale per l'intervento
Nel caso dello strabismo congenito e della prima infanzia esistono diversi approcci per quanto riguarda il momento ottimale per l’intervento chirurgico. L’intervento chirurgico precoce all’età di due o tre anni supporta lo sviluppo della visione binoculare. Se la visione binoculare è presente in una certa misura, generalmente la prognosi sarà più favorevole per quanto riguarda un risultato chirurgico stabile a lungo termine. Tuttavia, un’operazione effettuata successivamente al 5º-6º anno di vita consente un esame, delle indicazioni e un dosaggio molto più precisi ai fini dell’operazione. Dovrà essere quindi valutato caso per caso quale delle due opzioni prendere in considerazione. Vi è accordo sul fatto che la chirurgia dello strabismo per le forme congenite e della prima infanzia debba essere eseguita sempre prima dell’iscrizione a scuola e dopo aver già avviato ed eseguito un trattamento occlusivo appropriato.
Ci sono tipi di strabismo che si manifestano in forma acuta nell’infanzia solo dopo il completo sviluppo della visione binoculare e che sono denominati “strabismo normosensoriale tardivo”. In questi casi, è solitamente consigliato un intervento chirurgico immediato, entro poche settimane dall’insorgenza per evitare una perdita o quantomeno un danno permanente alla visione binoculare.
Nello strabismo da paralisi, il momento ottimale per l’intervento chirurgico dipende fortemente dai risultati e dalla malattia soggiacente. Di regola, prima di un intervento dovrebbero trascorrere circa 12 mesi, poiché in questo periodo può verificarsi un cambiamento significativo e sono possibili miglioramenti spontanei anche solo con una terapia conservativa.

## Processo di guarigione
La durata della guarigione dipende solitamente dal tipo e dalla portata dell’intervento, dal numero di muscoli operati, ma anche da fattori individuali. Per alcuni giorni o settimane verranno somministrate gocce e pomate per ridurre gli arrossamenti e le irritazioni. In generale, la lettura e altri stress visivi dovrebbero essere evitati per 3 giorni circa dopo l’operazione, così come l’aumento dello sforzo fisico, ad esempio il sollevamento di pesi. Il paziente potrà tornare a nuotare solo dopo circa 2 settimane. Non viene fatta un’immobilizzazione attiva degli occhi. I muscoli oculari sono collegati all’occhio per mezzo di fili autoassorbenti. A questo riguardo, è irrilevante che i muscoli siano già ricresciuti sul bulbo o siano ancora trattenuti dai fili.

## Alternative
A partire dagli anni ‘80, in alcuni casi è stata utilizzata la tossina botulinica, una neurotossina potentissima, per la diagnosi preoperatoria o come alternativa alla chirurgia dello strabismo, in particolare per lo strabismo da paralisi. La sua applicazione in strabologia è stata studiata e determinata dall’oculista tedesco Peter Roggenkämper. Gli svantaggi sono una dosabilità limitata e l’effetto gradualmente decrescente col passare del tempo.
A seconda del tipo e del grado di strabismo o di posizione anomala della testa, un trattamento con i prismi può anche sostituire l’operazione chirurgica. Tuttavia, a causa degli effetti ottici collaterali, del peso della lente e delle conseguenze estetiche, questo approccio presenta anche alcuni limiti individuali, che devono essere determinati caso per caso.

## Storia
L’idea di correggere la posizione di un occhio strabico mediante un intervento chirurgico fu formulata per la prima volta in un volume del 1737 di Mercure de France, in cui pare che un oftalmologo britannico di nome John Taylor avesse scoperto un metodo chirurgico “veloce, quasi indolore e sicuro” per raddrizzare gli occhi strabici. Quasi 100 anni dopo, il chirurgo tedesco Johann Friedrich Dieffenbach sviluppò una tecnica di chirurgia dello strabismo, in cui il muscolo veniva tagliato completamente (miotomia) e quindi ritirato nell’orbita dalle forze elastiche, dove spesso formava aderenze con altri tessuti. Nel 1836 eseguì tale operazione, che era già stata descritta in maniera analoga da William Gibson nel 1818. All’epoca, l’effetto inizialmente impressionante era offuscato dal fatto che l’occhio trattato in questo modo si spostava nella direzione completamente opposta già dopo un breve periodo di tempo. Fu solo a metà del XIX secolo che Albrecht von Graefe stabilì le basi fisiche e fisiologiche per comprendere gli effetti muscolari e i loro cambiamenti operativi in strabologia. Fino agli anni ‘80 si verificavano ancora casi di questo tipo, noti come Dieffenbacher, in cui una revisione soddisfacente era tuttavia difficile da concepire o addirittura del tutto impossibile.
Gli strabologi tedeschi Curt Cüppers e Herbert Kaufmann, tra gli altri, sono considerati pionieri nell’ulteriore sviluppo, affinamento e perfezionamento della chirurgia dei muscoli oculari alla fine del XX - inizio del XXI secolo.